# Aparell d'arbre a popa
En la majoria de velers amb un sol arbre aquest acostuma a situar-se més a prop de proa que popa. Contràriament, en l'aparell d'arbre a popa, el pal se situa molt desplaçat cap a popa.
Es tracta d'un aparell poc habitual que ha estat usat en alguns iots moderns.